# Олафлур
Олафлур (англ. Olaflur, МНН: аминофторид 297) — фторсодержащее вещество, которое является ингредиентом зубных паст и растворов для профилактики кариеса; используется с 1966 года, особенно в сочетании с дектафлуром. Также используется в форме гелей для лечения ранних стадий кариеса, чувствительных зубов и в стоматологических кабинетах для рефторирования повреждённой эмали зубов.

## Передозировка
Передозировка приводит к раздражению слизистой оболочки полости рта. У особо чувствительных людей даже стандартные дозы олафлура могут вызвать раздражение. Как и другие фторидные соли, олафлур токсичен при приёме в высоких дозах в течение длительного периода времени. Особенно у детей перед развитием постоянных зубов передозировка может привести к флюорозу, обесцвечиванию и ослаблению эмали.
В острых случаях передозировки, например при проглатывании препарата, содержащего олафлур, кальций в любой пероральной форме служит противоядием. Часто используется молоко, потому что оно обычно есть под рукой.

## Взаимодействие
Поскольку фторид кальция практически не растворим в воде, кальцийсодержащие препараты и пища замедляют действие олафлура.